# Acronicta elineata
Acronicta elineata là một loài bướm đêm trong họ Noctuidae.